# Olszewice (Mazovie)
Pour les articles homonymes, voir Olszewice.
Olszewice (prononciation : [ɔlʂɛˈvit͡sɛ]) est un village polonais de la gmina de Kałuszyn dans le powiat de Mińsk de la voïvodie de Mazovie dans le centre-est de la Pologne.
Il se situe à environ 3 kilomètres au sud de Kałuszyn (siège de la gmina), 16 kilomètres à l'est de Mińsk Mazowiecki (siège du powiat) et à 55 kilomètres à l'est de Varsovie (capitale de la Pologne).

## Histoire
De 1975 à 1998, le village appartenait administrativement à la voïvodie de Siedlce.